# Isis- und Osiriskult

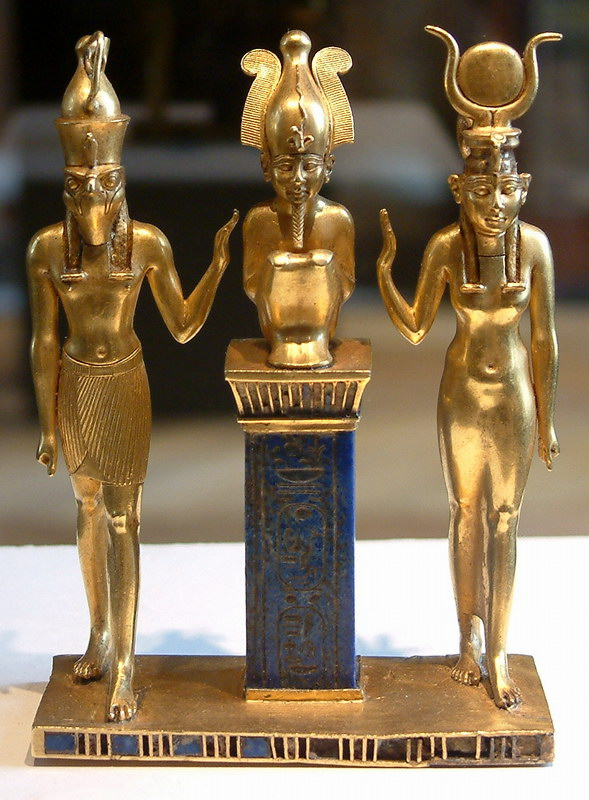
Die heilige Familie Osiris (Mitte), Isis und Horus

Zu den in Kaiserzeit und Spätantike im Römischen Reich verbreiteten Mysterienkulten gehörte der ursprünglich aus Ägypten stammende Isis- und Osiriskult. Er entwickelte sich wohl im späten Hellenismus aus dem altägyptischen Isiskult und gelangte mit den römischen Legionären bis nach Germanien und Britannien. In der ägyptischen Mythologie war Isis die Gemahlin des Osiris; im griechisch-römischen Kult wurde sie zur Herrin der Unterwelt, Überwinderin des Todes und Muttergottheit. Der Kult gehörte zu jenen paganen Glaubensgemeinschaften, die die Christianisierung am längsten überdauerten; der Haupttempel der Isis in Philae wurde erst im 6. Jahrhundert auf Befehl von Kaiser Justinian I. geschlossen.

## Der Osirismythos
Der Osirismythos geht aus Pyramidentexten und dem ägyptischen Totenbuch hervor: Ursprünglich Gottkönig von Ägypten, wurde Osiris von seinem Bruder Seth getötet und zerstückelt. Seine Schwester und Gattin Isis jedoch sammelte die über das ganze Land verstreuten Stücke des Leichnams ein und fügte sie wieder zusammen. Für einen Moment wieder zum Leben erwacht, zeugte Osiris, rücklings auf der „Löwenbahre“ liegend mit Isis in Falkengestalt über ihm schwebend, einen Sohn, um dann für immer in die Unterwelt hinabzusteigen.
Isis brachte den Sohn in den schilfreichen Sümpfen von Chemmis zur Welt und nannte ihn Horus. Sobald Horus erwachsen geworden war, rächte er seinen Vater und besiegte Seth. Auf diese Weise wurde Osiris zum Herrn der Unterwelt und Horus zum Herrn der Oberwelt. Der ägyptische Osiriskult war ursprünglich ein Beweinungskult, wie man ihn auch vom sumerischen Tammuzkult, dem phönizischen Adoniskult und dem phrygischen Kybele- und Attiskult her kennt.

## Herodot

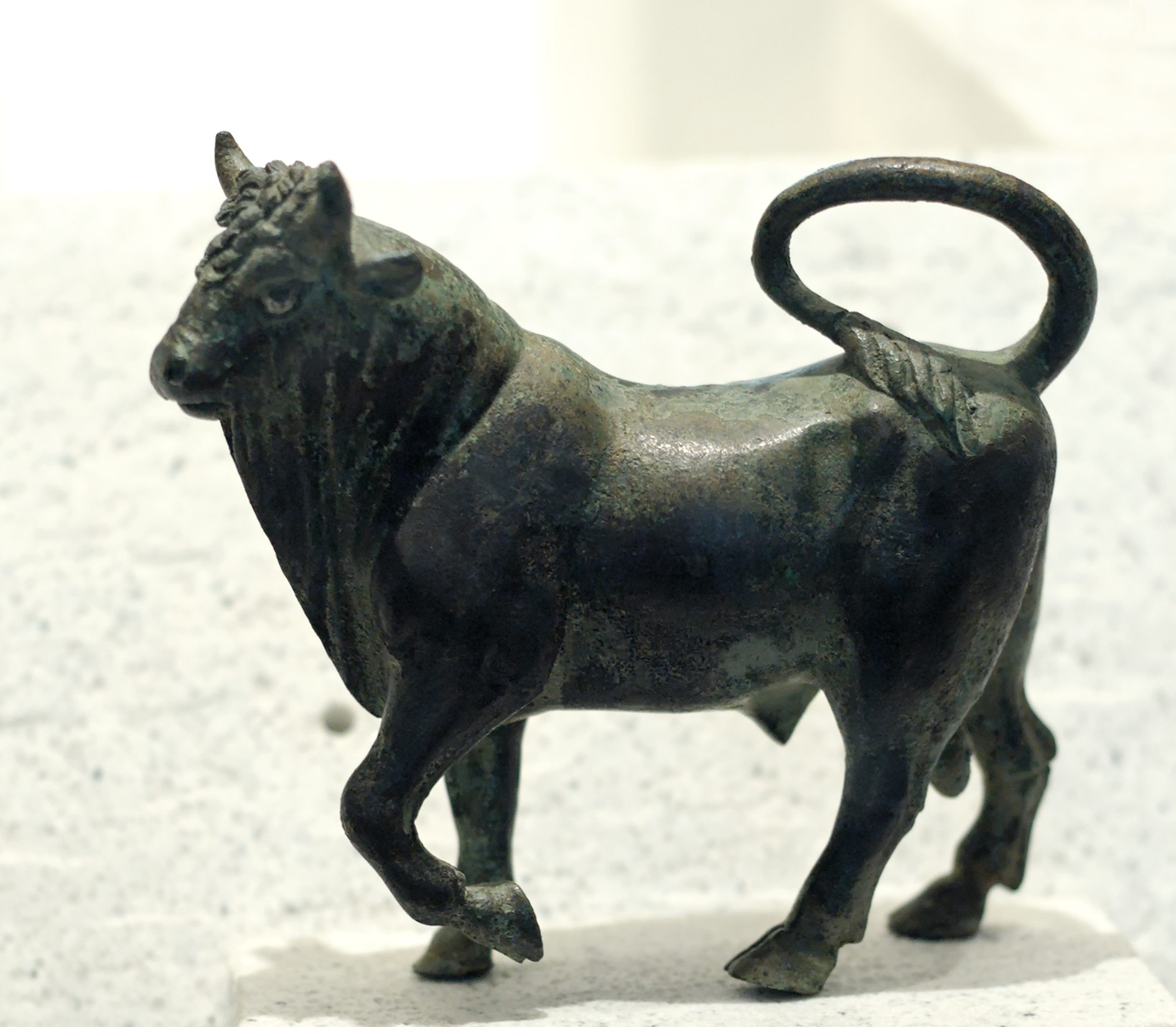
Der Apis als eine Verkörperung von Osiris

So berichtet Herodot im 5. Jahrhundert v. Chr. über die Religion der Ägypter: „Ich will jetzt noch erzählen, wen sie für die größte Gottheit halten, und wem sie das größte Fest feiern. Wenn sie den Stier abgehäutet und ein Gebet gesprochen haben…, trennen sie die Schenkel usw. ab (während die Stierhaut, mit allerlei Opfergaben gefüllt, verbrannt wird). Während die Opfer brennen, wehklagen sie alle. Wenn sie genug gejammert haben, tischen sie aus den restlichen Teilen ein Mahl auf.“
Merkwürdigerweise verrät Herodot gar nicht den Namen dieses „größten Gottes“ der Ägypter, dem das „größte Fest“ gefeiert wird. Hier wie auch sonst häufig in seinem Bericht über Ägypten versteht er den Isis- und Osiriskult als einen Geheimkult, über den eigentlich gar nicht gesprochen werden darf. Es ist aber völlig klar, dass mit dem Stier der Gott Osiris selbst geopfert und beklagt wird. Aus anderen Quellen erfährt man, dass auch in diesem Fall die Trauer über den Tod des Gottes alsbald in eine Freude über seine Auferstehung umschlägt. Was aber mit dem Tod und der Auferstehung des Gottes gemeint ist, bleibt ein Geheimnis.

## Plutarch
Der griechische Philosoph Plutarch, der ein kleines Buch „Über Isis und Osiris“ geschrieben hat und in seiner Eigenschaft als Oberpriester von Delphi als einigermaßen kompetent gelten darf, erklärt die heilige Geschichte des Isis- und Osiriskultes als eine Kosmogonie. Er betrachtet Osiris als das Unwandelbare und Isis als das Wandelbare. „Das daraus geborene Weltall aber – (und das ist) Horus – ist weder ewig noch unvergänglich, sondern immer wieder aufs neue geboren, legt er es darauf an …, immer jung zu bleiben und niemals zugrunde zu gehen“. Kurz darauf wird er noch deutlicher: „Denn mit einem allgemeingültigen Satz gesprochen, sind wir der Meinung, dass diese Gottheiten (Isis und Osiris) über den gesamten Gutteil gesetzt sind…, indem die eine Gottheit die Prinzipien („die Keime“, „tas archas“) liefert, die andere sie aber aufnimmt und verwaltet“ (K. 64). Das klingt so, als wäre Osiris der zeugende männliche Same und Isis die Gebärmutter des Universums.
Es wird allgemein bezweifelt, dass es schon in Ägypten einen Mysterienkult der Isis und des Osiris gegeben habe, wie er im 2. Jahrhundert n. Chr. in den berühmten „Metamorphosen“ des Apuleius für den Bereich der griechisch-römischen Welt beschrieben wird. Ein Mysterienkult dieser Art ist tatsächlich in Ägypten für die Zeit vor den Ptolemäern nicht nachweisbar. Der Bericht Herodots zeigt aber, dass er den in Ägypten angetroffenen Isis- und Osiriskult für einen – dem griechischen Demeter- und Dionysoskult analogen – Mysterienkult mit allen üblichen Geheimhaltungsvorschriften hielt. Möglicherweise ist die Frage aber auch falsch gestellt, denn falls es richtig ist, dass die antike Mysterieninitiation aus der Pubertäts- und Stammesinitiation hervorgegangen ist, wie mitunter vermutet wird, so könnte der im Wesentlichen uralte ägyptische Isis- und Osiriskult noch zu einer Pubertäts- und Stammesinitiation gehören. Diese Hypothese scheint manchen Forschern auch die Gestalt des Horus am besten zu erklären. Man unterscheidet nämlich einen knabenhaften, unter der Obhut seiner Mutter stehenden und einen erwachsenen, herrschenden Horus. Der „Horusknabe“ wird häufig mit der typischen, vom Hinterkopf auf die rechte Brust herabfallenden, erst bei der Initiation abgeschnittenen Haarlocke des Knaben dargestellt. Er hält einen Finger an den Mund, was von den Griechen als ein Hinweis auf die Schweigepflicht des Initiierten gedeutet wurde. Moderne Historiker erklären es eher als ein banales Fingerlutschen.
Die Haarlocke spielte in archaischer Zeit auch in Griechenland eine Rolle, denn Plutarch berichtet von Theseus: „Da es nun damals noch Sitte war, dass die Knaben beim Übertritt ins Mannesalter nach Delphoi gingen und dem Gott ihr Haar darbrachten, so ging auch Theseus nach Delphoi …“. Plutarch meint zwar, dass die Haarlocke des Theseus gerade am Vorderteil des Kopfes und nicht am Hinterkopf saß, aber das könnte auch ein Irrtum sein. Jedenfalls war das Abschneiden der Haarlocke des Knaben ein entscheidender Ritus der Pubertäts- und Stammesinitiation. In der Gestalt des „Horusknaben“ könnte also ein Hinweis auf eine ägyptische Pubertäts- und Stammesinitiation liegen.
Der erwachsene, siegreiche, herrschende Horus dagegen erscheint als der im Pharao verkörperte Sonnengott. Das Symbol dieses Horus ist der Falke, der mit seinen ausgebreiteten Flügeln und seinen feurigen Augen ein Bild des Himmels mit Sonne und Mond ist. Horus ist der „Große Gott, der Herr des Himmels“ schlechthin, und demzufolge gilt auch der Pharao als der „Große Gott“ oder als der „Horus des Horizontes, Herr des Himmels“. Im Grunde repräsentiert Horus wohl das Gemeinwesen, sodass letzten Endes jeder freie Mann als eine Inkarnation des Sonnengottes betrachtet werden kann.

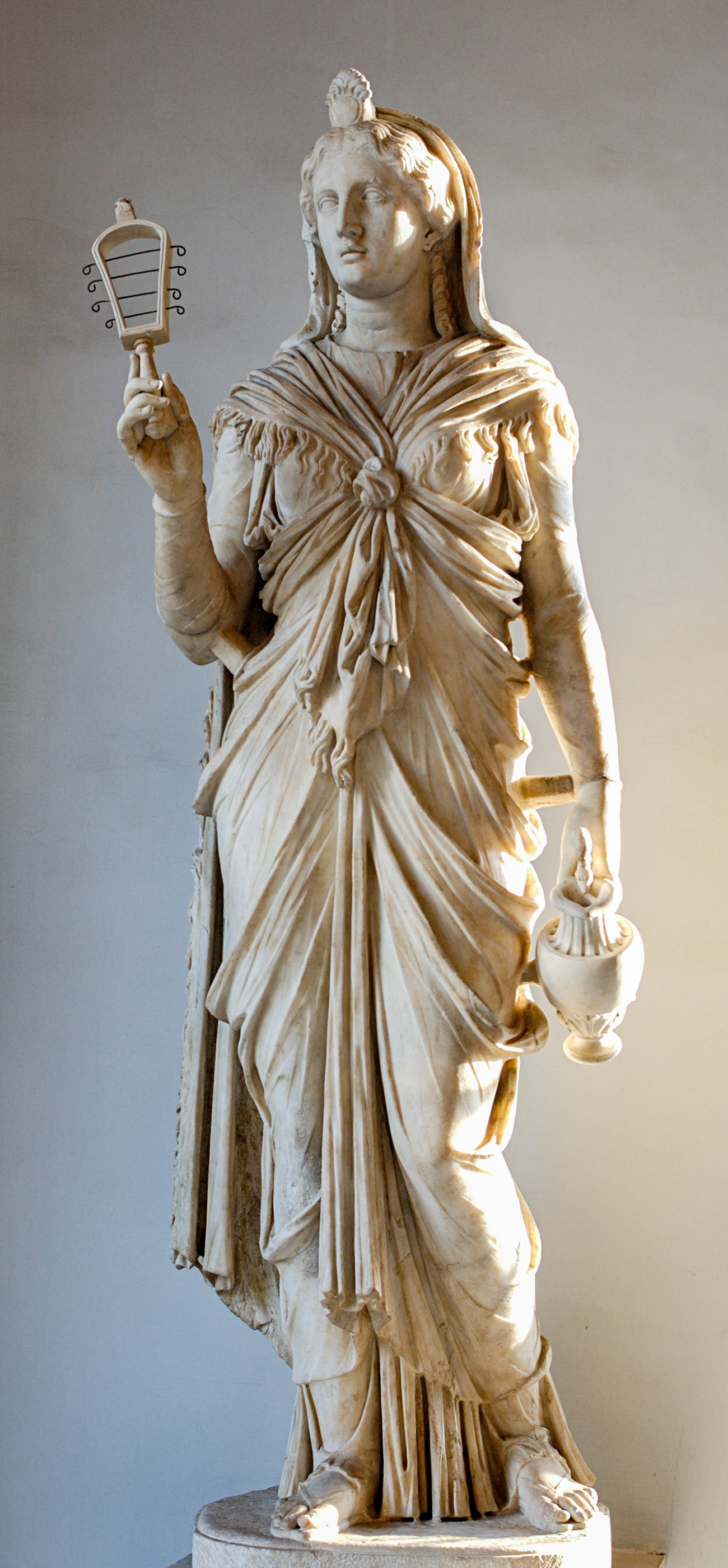
Isis mit Sistrum und einer Kanne voll Nilwasser

## Apuleius
Das Götterpaar Isis und Osiris beherrschte nicht von Anfang an den ägyptischen Pantheon. Ihre Bedeutung wuchs allmählich durch Assimilation älterer Götter, aber es ist doch stets dasselbe Götterpaar, das im Altertum von Ort zu Ort und von Epoche zu Epoche mit wechselnden Namen verehrt wurde. Entscheidend für das Überspringen des Isis- und Osiriskultes auf die griechisch-römische Welt war die Einverleibung Ägyptens zunächst in das hellenistische und bald danach in das römische Reich. Dabei kam dem ägyptischen Kult ein tiefer Respekt der Griechen vor allem Ägyptischen entgegen. Ägypten galt als die Quelle aller Weisheit, ja, Herodot führt alle kulturellen Errungenschaften der Griechen auf Ägypten zurück. Gerade dem Hellenismus verdankte offenbar Isis ihren Aufstieg zu einer beinahe monotheistischen Gottheit. In den Metamorphosen des Apuleius erscheint Isis dem jungen Lucius, indem sie aus der riesigen Scheibe des Vollmondes über dem Meer hervortritt und spricht: „Sieh mich an, Lucius! Von deinen Gebeten gerufen, bin ich da, die Mutter der Natur, Herrin aller Elemente, Keimzelle der Geschlechter, - Geisterfürstin, Totengöttin, Himmelsherrin, Inbegriff der Götter und Göttinnen. Des Firmamentes Lichtkuppel, des Meeres Heilbrise, der Hölle Jammerstille gehorchen meinem Wink. Ein Wesen bin ich, doch in vielerlei Gestalten, mit wechselnden Bräuchen und unter mancherlei Namen betet mich der ganze Erdkreis an.“